# Pak Tu-jin
Bak Du-jin (coréen : 박두진), né le 10 mars 1916 à Anseong en Corée et mort le 16 septembre 1998, est un poète sud-coréen.

## Biographie
Bak Du-jin est né en 1916 à Anseong, à environ 40 km de Séoul, dans ce qui fait partie aujourd'hui de la Corée du Sud. Sa famille n'avait pas assez de moyens pour le scolariser normalement. Ses premières publications sont deux poèmes parus en 1939.
Après la Libération, aux côtés de Kim Dong-ni, Cho Yeon-hyeon, et Seo Jeong-ju, il a créé l'Association des jeunes écrivains coréens. Il a travaillé comme professeur à l'université des femmes Ewha et à l'université Yonsei, à l'université Woosuk et l'université des arts Chugye. 
En 1989, le prix Jeong Ji-yong lui est décerné pour le poème 서한체(書翰體).
Il est décédé le 16 septembre 1998 à l'âge de 82 ans. 

## Œuvre
Au cours de la colonisation de la Corée par le Japon entre 1910 et 1945, les Japonais ont interdit toute publication dans la langue coréenne ; après cette période, Bak a commencé à gagner en notoriété et est devenu un écrivain célèbre contribuant au développement de la littérature moderne en Corée.
L'Institut coréen de traduction littéraire (LTI of Korea) résume ainsi l'œuvre de Bak (qui a écrit parfois sous le nom de plume « Hyesan ») : 
Bak Du-jin est l'un des poètes les plus prolifiques et les plus reconnus de la littérature moderne en Corée. Comme on le voit dans son premier recueil de poèmes, Anthologie des Cerfs bleus (Cheongnokjip, 1946) dont il est co-auteur avec Park Mok-wol et Cho Chi-hun, sa poésie prend le plus souvent la nature comme sujet. Ses poèmes chantent les vertes prairies, les oiseaux, les cerfs qui gambadent, les soleils couchants etc. Les critiques ont remarqué que c'est notamment à travers ces thèmes qu'il portait son regard sur les questions sociales et politiques. Selon un critique littéraire, dans Une colline parfumée (Hyanghyeon), l'un de ses premiers poèmes publiés, il utilise de telles images pour prophétiser la libération de la Corée. La « coexistence pacifique des animaux et des plantes sauvages » dans Hyanghyeon peut être interprétée comme représentant la « puissance latente de la nation (la Corée) », avec la flamme qui surplombe la crête symbolisant la «passion des Coréens pour la création ».
Cette importance accordée aux symboles de la nature a fait dire aux critiques que ce poète développe un lyrisme différent de ses confrères, qui le place en dehors du romantisme ou du lyrisme pastoral de nombreux autres poètes coréens de sa génération. Le rôle de la nature dans sa poésie est celui d'un catalyseur pour la compréhension du monde et de l'homme, plutôt qu'une fin en soi. «(Sa) position poétique implique un état d'échange entre la nature et soi », selon le critique littéraire Cho Yeon-hyeon « Bak fonctionne à partir d'un point de vue qui suppose l'impossibilité de faire la distinction entre les deux (la nature et le sujet) ».
Avec la publication de ses recueils Le soleil (Hae, 1949) et Après-midi de prière (Odo, 1953), il a commencé à dessiner dans sa poésie un idéal chrétien et, ce faisant, il a pris une tout autre direction dans l'écriture. Inspiré par une forte conscience de la situation de son peuple à la suite de la guerre de Corée, Il a continué à publier des ouvrages qui ont montré à la fois sa colère et ses critiques en référence aux diverses politiques menées par le gouvernement et aux réalités sociales de son époque. Dans les années 1960, avec les recueils L'araignée et la Constellation (Geomi-wa seongjwa, 1962), et Une jungle humaine (In-gan millim, 1963), il a continué développer une écriture créative en rapport avec son temps, représentant l'histoire non pas comme une donnée, mais comme un processus mis en forme par tous les membres de la société. L'utilisation importante d'onomatopées, d'expressions figurées, son écriture en prose sont autant de caractéristiques de ses poèmes durant cette période. Au début des années 1970, il publie les recueils Chroniques de l'eau et de la pierre (Suseok yeoljeon, 1973) et Embrassement éternel  (Po-ong muhan), la nature de sa poésie évolue une fois de plus, elle se fonde désormais sur la réalisation du moi. Les poèmes de cette période sont souvent caractérisés par leur volonté absolue de la découverte de soi, quête où « l'on voyage librement dans un espace-temps infini ». Il est connu comme un artiste ayant consacré sa poésie à la recherche de l'esthétique mêlée aux questions religieuses, mais il est aujourd'hui considéré plus comme un poète de la conscience et de la spiritualité qu'un poète de la sophistication technique.